# Agostino di Duccio
Agostino di Duccio (Firenze, 1418 – Perugia, 1481 circa) è stato uno scultore italiano.

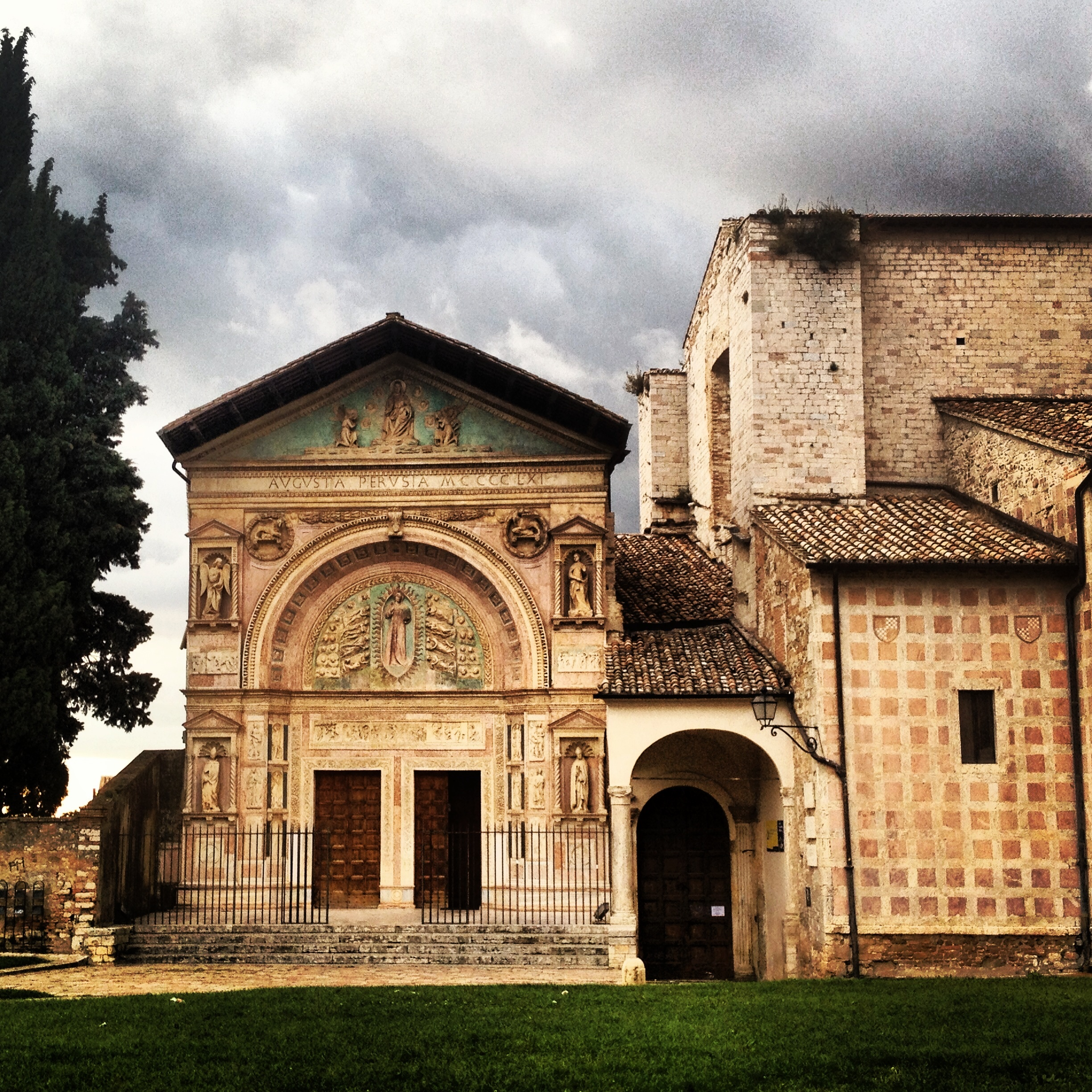
La facciata dell'Oratorio di San Bernardino a Perugia.

Da Donatello riprese la tecnica dello stiacciato, utilizzandola per ricercare effetti di decorazione superficiale più fluida, dalla grazia un po' fredda, definita "neoattica".

## Biografia e opere
Nacque a Firenze nel 1418 da Antonio di Duccio e la sua formazione avvenne a contatto con Donatello e Michelozzo durante i lavori del pulpito del Duomo di Prato.
Nel 1441 venne accusato di furto di materiali preziosi e bandito dalla sua città natale. Rifugiatosi a Modena, nel 1442 eseguì l'altare di San Geminiano per il duomo di Modena, dove predomina l'influenza di Michelozzo.
Nel 1446 fu a Venezia, dove studiò le sculture tardogotiche e conobbe Matteo de' Pasti, che lo chiamò per la decorazione dell'interno del tempio Malatestiano a Rimini.

### Il Tempio malatestiano

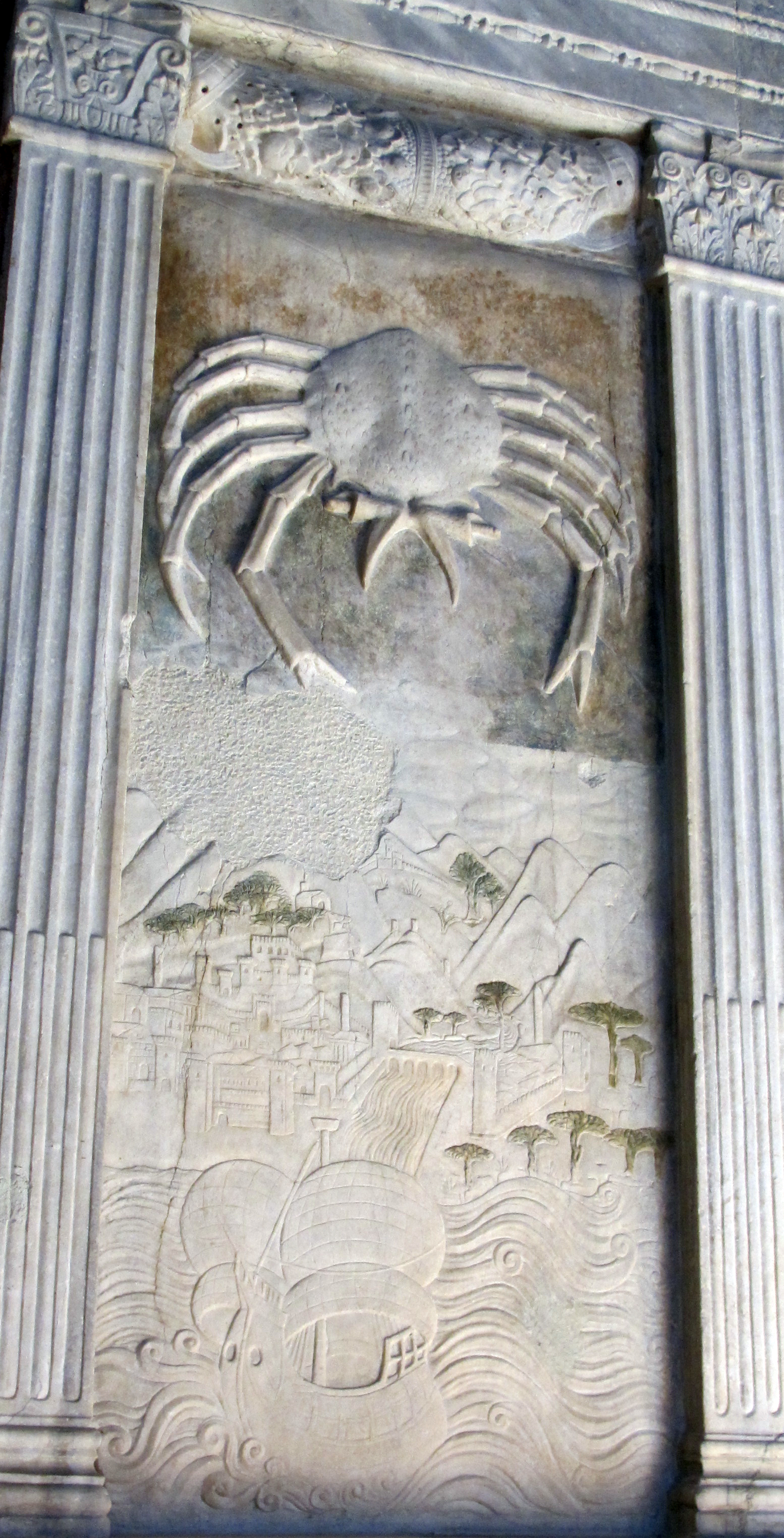
Cancro, Tempio malatestiano

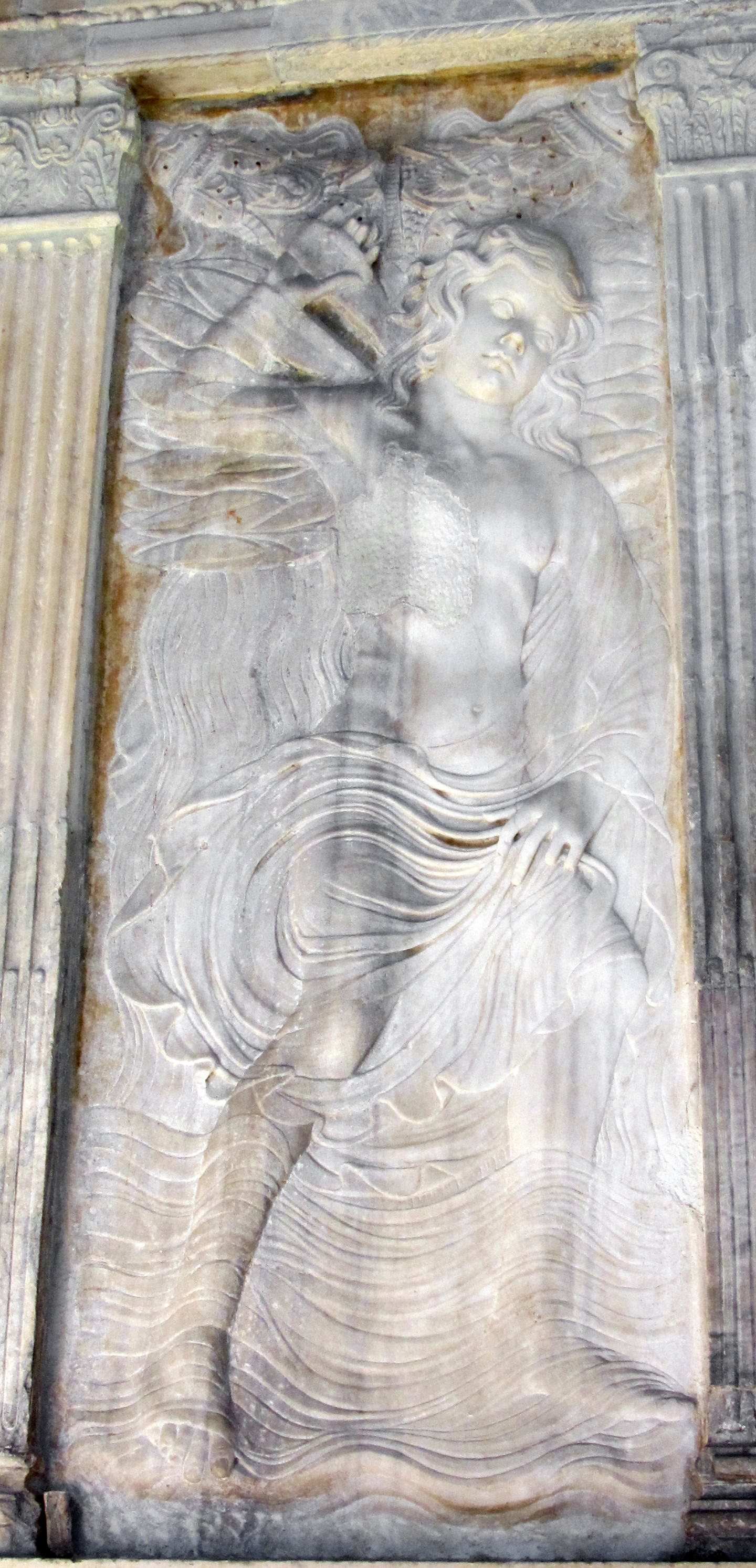
Ganimede come Acquario, Tempio malatestiano

A Rimini dal 1449 al 1457 fu impegnato come progettista e, parzialmente, come esecutore della decorazione a rilievi dell'interno del Tempio malatestiano.
La decorazione prevedeva una specie di programma enciclopedico, con inserti di figure paganeggianti e complesse allegorie, a fini celebrativi del committente Sigismondo Pandolfo Malatesta e della sua dinastia. A detta di Roberto Valturio il programma iconografico venne redatto dal committente stesso, ma più realisticamente potrebbe essere stato ideato dagli intellettuali raccolti alla corte malatestiana (Basino da Parma, Roberto Valturio, Poggio Bracciolini).
I suoi rilievi posti lungo le membrature architettoniche, sono poco accentuati e quasi privi di peso.
Nelle cappelle laterali eseguì vari cicli: 
- le Virtù teologali nella cappella di san Sigismondo, inserite in nicchie strette e poco profonde con angeli reggicortina;
- putti danzanti e musicanti su un fondo azzurro-blu nella cappella di Isotta;
- la rappresentazione dei pianeti e dei segni dello Zodiaco insieme ai carri trionfali di Marte, di Venere e della Luna nella cappella delle Divinità planetarie.

Nella cappella delle Divinità planetarie, detta anche dello Zodiaco, sono presenti due bassorilievi che allegoricamente parlano di Sigismondo: nel primo si vede dal mare la città di Rimini, di cui si riconoscono le mura, le torri, il castello e il ponte di Tiberio, con un vascello a vele gonfie nel porto, sopra, il segno del Cancro, segno zodiacale del Malatesta, rappresentato al posto dello Scorpione segno della città di Rimini; il secondo detto il Naufragio di Sigismondo in vista dell'isola Fortunata è stato tratta dal poemetto laudatorio di Basinio Basini, nella scena un uomo in una barca rema in mezzo a un mare agitato e popolato di mostri marini si riconoscono tre isole ognuna con un diverso animale: un uccello, un leone e un elefante.
A sinistra si trovano poi la cappella delle Arti Liberali e delle Muse, con le personificazioni delle Arti, Apollo e le Muse, oltre alle allegorie della Filosofia, della Botanica', della Concordia e della Musica. La cappella successiva è con giochi di putti in diciotto riquadri detta dei Giochi infantili o dell'Angelo Custode. Ultima è la cappella della Madonna dell'Acqua, con Sibille, Profeti il Trionfo di Minerva.
Nell'edificio il monogramma con il ritratto di Sigismondo Pandolfo Malatesta, di profilo e coronato dall'alloro come un generale romano è sparso tra i rilievi tanto da diventare il leitmotiv di tutto il Tempio.
Un simile complesso celebrativo, dove in un tempio cristiano viene celebrato un uomo e la sua dinastia, in cui l'interno si fonde la cultura gotica e quella pagana, a quel tempo era possibile solo in una città provinciale, governata da un uomo con precisi intenti politici di autocelebrazione. Di questo tempio Pio II scrisse ch'era "piena d'opere pagane al punto che sembra meno una chiesa cristiana che non il tempio degli infedeli adoratori del demonio."

### Altre opere in Romagna: Forlì e Cesena
Nel 1454 eseguì il portale in noce della Biblioteca Malatestiana di Cesena.
Nel 1454-1455 eseguì per il santuario di Santa Maria delle Grazie di Fornò, presso Forlì, una Madonna col Bambino, pregevole statua ad altezza naturale (174 cm), ora conservata nel Palazzo Vescovile di Forlì. Nella collocazione originale, sulla facciata esterna del Santuario, è attualmente visibile una copia.
Allo stesso periodo della Madonna col Bambino, ma con datazione incerta, risale la Santissima Trinità adorata da Pietro Bianco, bassorilievo in marmo con un impianto simile a quello della Trinità di Masaccio, eseguito per lo stesso Santuario e conservata al suo interno.

### Opere successive

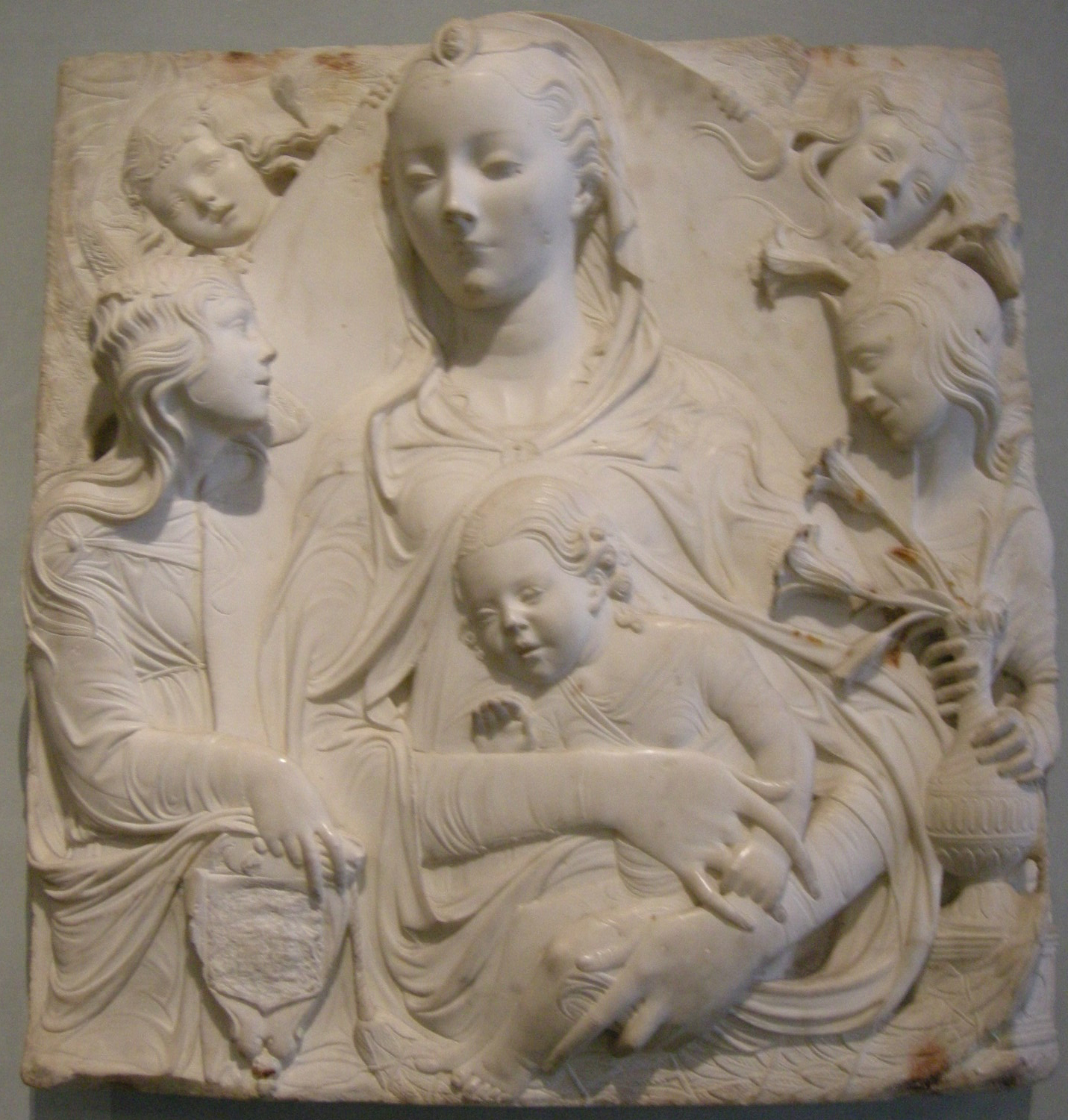
Madonna d'Auvillers, Louvre

Tra il 1457 e il 1462 eseguì la facciata marmorea dell'oratorio di San Bernardino a Perugia.
Tra il 1463 e il 1470 realizzò opere soprattutto per Firenze. Tra il 1464 e il 1469 eseguì la cosiddetta Madonna d'Auvillers per Piero de' Medici detto il Gottoso, ora conservata al Louvre.
Del 1473 è il progetto per la porta di San Pietro a Perugia con triplo arco, ispirata all'Alberti.
Del 1477 è la tomba Geraldini nel Duomo di Amelia, con ampia partecipazione di aiuti.
Morì a Perugia nel 1481.

## Elenco opere
- Madonna d'Auvillers, Louvre, Parigi
- Madonna col Bambino da Castello Spinelli a Rignano, Louvre, Parigi
- Madonna col Bambino e quattro angeli, Museu de Arte, San Paolo del Brasile
- Monumenti funebri di esponenti della famiglia Geraldini, chiesa di San Francesco, Amelia
- Madonna con Bambino (terracotta) Galleria Nazionale dell'Umbria, Perugia
- Complesso di figure destinato per la distrutta Chiesa di Santa Mari delle Volte (marmo) Galleria Nazionale dell'Umbria, Perugia
- Dossale in pietra e terracotta dipinta, Chiesa di San Domenico, Perugia
- Ancona frammentaria proveniente dalla Cattedrale di San Lorenzo con Cristo in Pietà tra la Madonna e San Giovanni e Dio Padre, Museo Capitolare di San Lorenzo, Perugia